# Pasquale Atenolfi

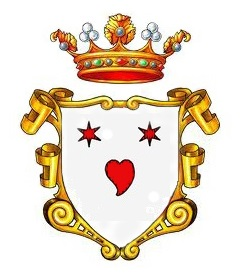
Stemma degli Atenolfi di Cava de' Tirreni marchesi di Castelnuovo Vallo

Pasquale Atenolfi (Cava de' Tirreni, 5 marzo 1826 – Cava de' Tirreni, 7 dicembre 1908) è stato un patriota e politico italiano; marchese di Castelnuovo di Vallo, fu sindaco della città di Cava de' Tirreni e senatore del Regno.

## Biografia
Figlio di Flavio, marchese di Castelnuovo di Vallo e membro della Camera de' Pari del Regno delle due Sicilie, e di Gaetana, appartenente alla famiglia dei Rinaldo signori di San Rufo, prese parte ai moti risorgimentali del 1848.
Nel luglio del 1860 fu eletto sindaco della città di Cava de' Tirreni. Svolse tale incarico fino al 27 gennaio 1861.
Fu poi tra i promotori delle consultazioni che si svolsero nelle province napoletane per l'annessione al Regno d'Italia.
Dopo l'unità, partecipò alle prime elezioni politiche, ed il 27 gennaio 1861 fu eletto alla Camera dei deputati del Regno d'Italia nel collegio di Vallo della Lucania. Il 15 novembre 1871 fu nominato Senatore del Regno da Vittorio Emanuele II.
In seguito ricoprì nuovamente la carica di sindaco di Cava de' Tirreni tra il 1873 ed il 1874 e tra il 1903 e il 1906. Al marchese Atenolfi si deve la realizzazione dell'acquedotto e del Consorzio dell'Ausino.
Nel corso della sua attività politica-amministrativa ricoprì varie cariche: fu Vicesindaco di Napoli, Consigliere (1866-1908) e Presidente del Consiglio provinciale di Salerno (1902-1905), Presidente degli Educandati femminili di Napoli (1893-1907), Presidente della Croce Rossa Italiana sezione di Napoli, Presidente della Società del Risanamento di Napoli, Presidente del Comitato di soccorso per il terremoto di Casamicciola, Membro del Consiglio superiore dei tabacchi, Socio corrispondente dell'Accademia dei Georgofili (12 aprile 1864).
Dopo una malattia che lo aveva reso invalido, il 7 dicembre 1908, all'età di 82 anni, morì nella sua città natale.